# Erkut Kızılırmak
Erkut Kızılırmak (ur. 14 września 1969 roku) – turecki kierowca wyścigowy.

## Kariera
Kızılırmak rozpoczął karierę w międzynarodowych wyścigach samochodowych w 2005 roku, od startów w Turkish Touring Car Championship, gdzie zdobył tytuł mistrzowski.  W tym samym roku dołączył do stawki World Touring Car Championship. W późniejszych latach Turek pojawiał się także w stawce British Touring Car Championship.
W World Touring Car Championship został zgłoszony do tureckiej rundy w sezonie 2005 z hongkońską ekipą GR Asia. W pierwszym wyścigu nie dojechał jednak do mety, a w drugim nie wystartował.